# 大塚健 (スノーボード選手)
大塚 健（おおつか たける、2001年4月2日 - ）は、日本のプロスノーボード選手。2018年、2019年の X Games スノーボードビッグエア部門で、二大会連続優勝という快挙を成し遂げた。BURTON Kilroyチームのメンバーの一人。2021/2022シーズンの全日本スキー連盟SNOW JAPAN強化指定選手。

## 経歴
小学一年生のとき、父親と一緒に始めたのがきっかけでスノーボードにのめりこむようになる。小学六年生のときに、プロ資格を取得。
2018年4月に、オーストリアのキッツシュタインホルンで開かれた ワールドルーキーツアー のスロープスタイルルーキー部門で優勝。
この勝利により招待枠を獲得した X Games 2018 ノルウェイ大会では、ビッグエア部門で優勝、X Games 史上最年少メダリストとなる。続く2019年1月の X Games アスペン大会でも、同じく男子ビッグエア部門で優勝した。
2019年5月の左脚の故障により戦列を離れ治療とリハビリテーションを続けていたが、2021年1月のFISワールドカップから復帰、ビッグエア部門で見事4位入賞を果たした。
2022年2月、北京オリンピックのスノーボード競技男子スロープスタイルでは決勝に進出し52.80点で10位となった。
ビッグエアでは決勝2本目にスタイルのあるキャブトリプルコーク1800で大会最高得点となる95.00点を出すも、1本目、2本目の転倒が響き9位となった。

## 主な戦績

### 2017年
- 2017年 ワールドルーキーツアー 男子スロープスタイル ルーキー部門 - 優勝[11]

### 2018年
- 2018年3月 BURTON US オープン 男子スロープスタイル部門 - 8位[12]
- 2018年4月 ワールドルーキーツアー 男子スロープスタイル ルーキー部門 - 優勝
- 2018年5月 X Games ノルウェイ 男子スノーボード ビッグエア部門 - 優勝
- 2018年9月 FIS ワールドカップ カードローナ大会 男子ビッグエア部門 - 2位[13]
- 2018年11月 FIS ワールドカップ モデナスキーパス大会 男子ビッグエア部門 - 優勝[14]
- 2018年11月 FIS ワールドカップ 北京大会 男子ビッグエア部門 - 2位[15]
- 2018年12月 FIS ワールドカップ シークレットガーデン大会 男子スロープスタイル部門 - 優勝[16]
- 2018年12月 DEW TOUR ブリッケンリッジ大会 男子スロープスタイル部門 - 4位[17]

### 2019年
- 2019年1月 FIS ワールドカップ クライシュベルク大会 男子スロープスタイル部門 - 4位[18]
- 2019年1月 X Games アスペン 男子スノーボード ビッグエア部門 - 優勝[9]

### 2021年
- 2021年1月 FIS ワールドカップ クライシュベルク大会 男子ビッグエア部門 - 4位[19]
- 2021年1月 X Games アスペン 男子スノーボード ビッグエア部門 - 5位[9]
- 2021年4月 FIS ワールドカップ スティームボート大会 男子ビッグエア部門 - 9位[20]

### 2022年
- 2022年1月 FIS ワールドカップ カルガリー大会 男子スロープスタイル部門 - 32位[21]
- 2022年1月 FIS ワールドカップ マンモスマウンテン大会 男子スロープスタイル部門 - 12位[22]